# John Vachon

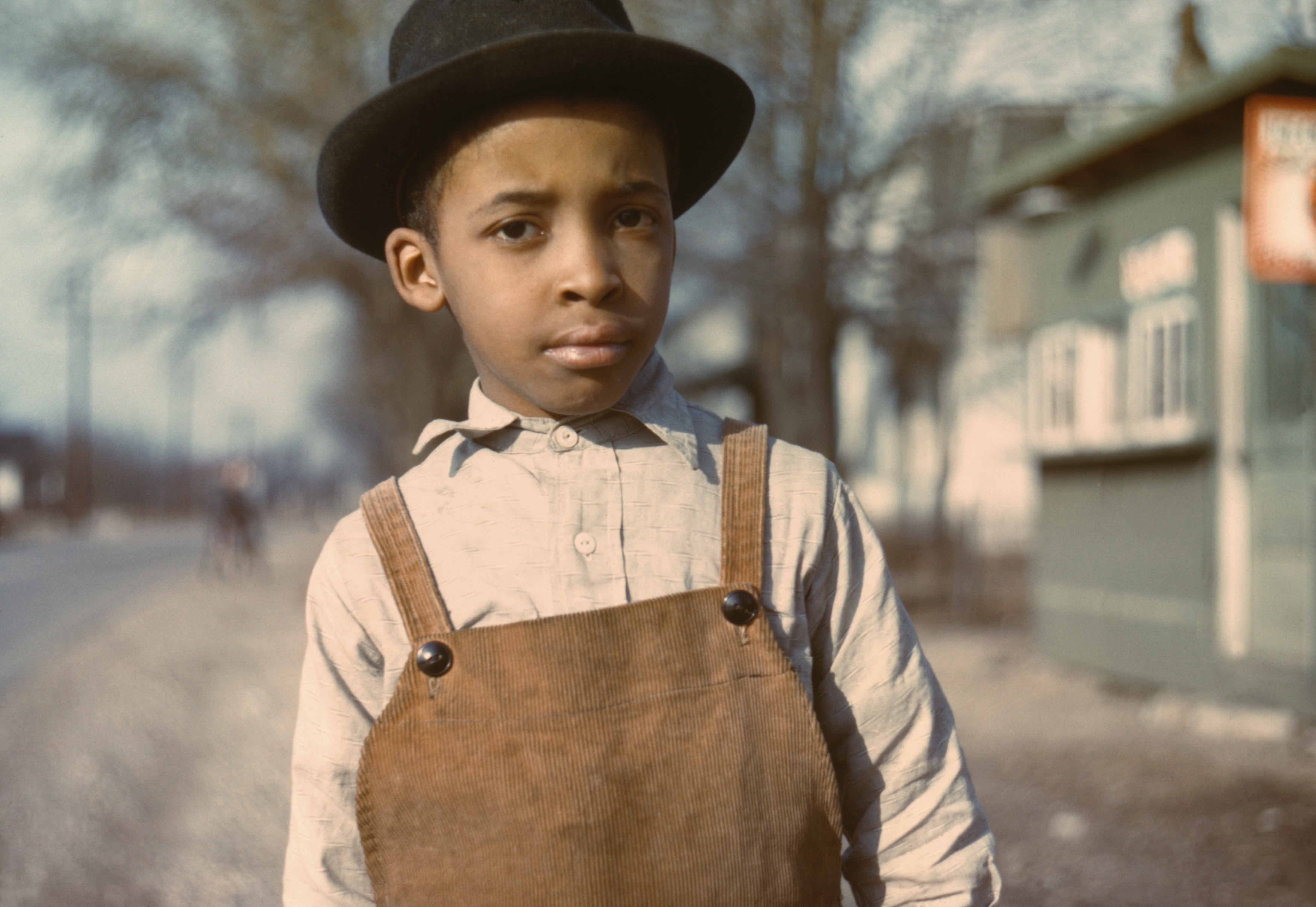
Afroamerický chlapec, Cincinnati, Ohio 1942 nebo 1943

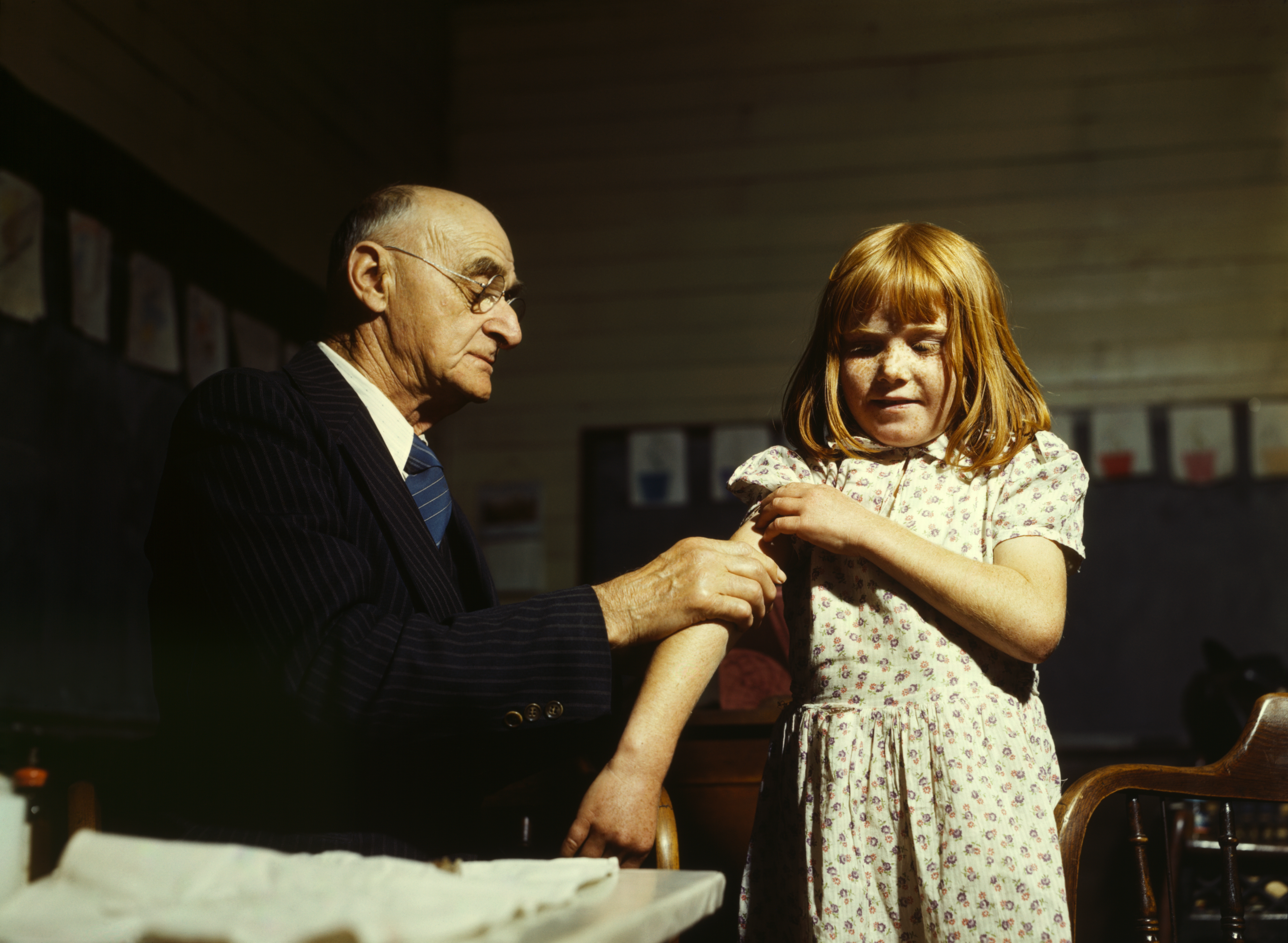
Lékař očkuje na venkovské škole v San Augustine v Texasu dívku proti tyfu, duben 1943

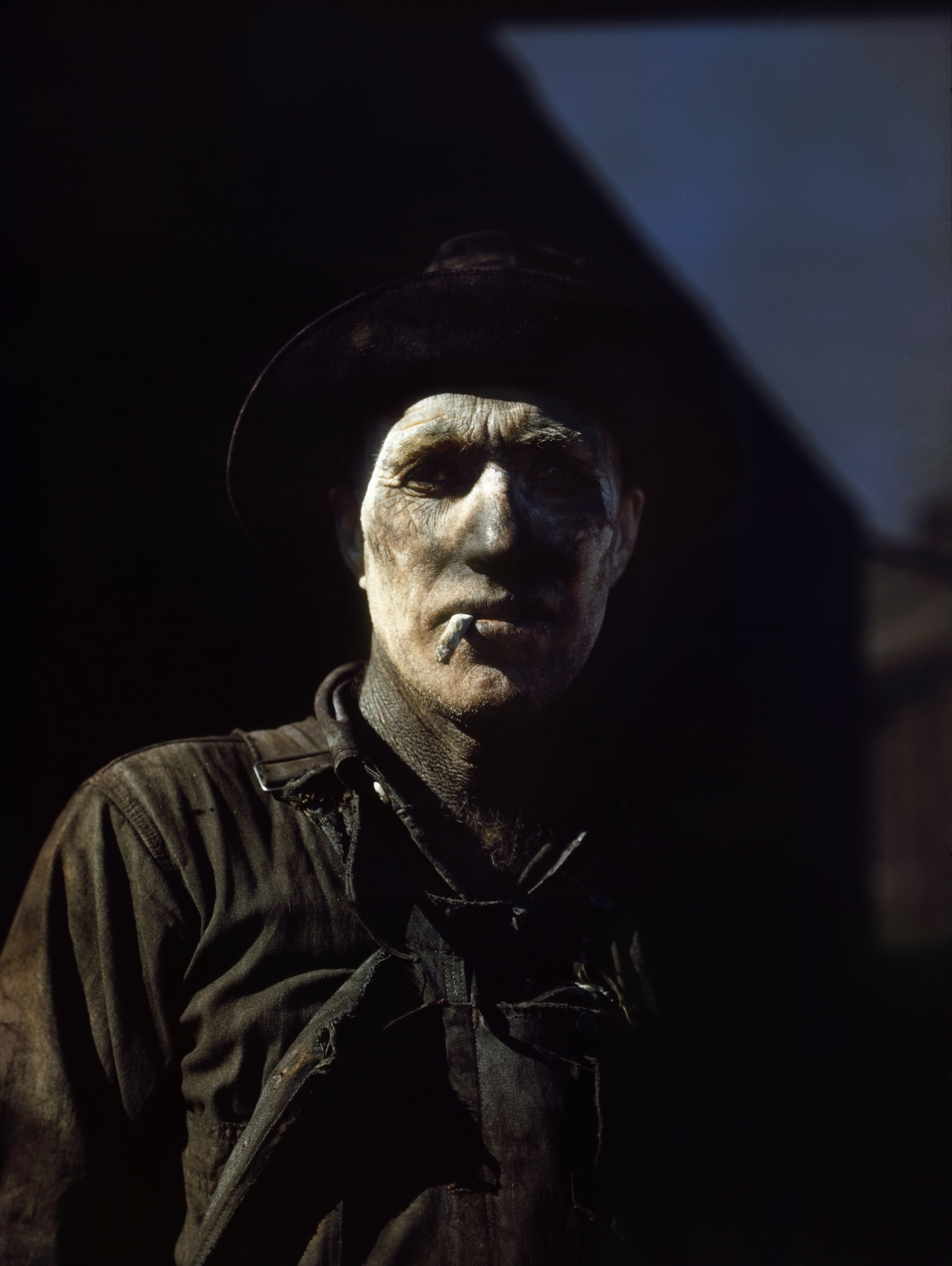
Horník v Sunray, Texas 1942

John F. Vachon (19. května 1914 Saint Paul, Minnesota - 20. dubna, 1975 New York) byl americký fotograf. Pracoval jako advokátní koncipient ve společnosti Farm Security Administration před Royem Strykerem. V této organizaci pracovali například Esther Bubley, Marjory Collins, Mary Post Wolcott, Jack Delano, Arthur Rothstein, Walker Evans, Russell Lee, Gordon Parks, Charlotte Brooksová, Carl Mydans, Dorothea Langeová a Ben Shahn, kteří měli za úkol ochraňovat podmínky chudých venkovských obyvatel v Americe.

## Životopis
Vachon se narodil v Saint Paulu ve státu Minnesota. Vystudoval školu Cretin High School (nyní Cretin-Derham Hall High School). V roce 1934 získal bakalářský titul na University of St. Thomas v Saint Paulu. Přibližně v roce 1938 se oženil s Millicent Leeper, známou jako Penny. Zemřela v roce 1960. Vachon se znovu oženil, tentokrát s Françoise Fourestier o rok později. Na konci druhé světové války sloužil v Armádě Spojených států amerických.
Vachonova dcera Christine Vachon je známou nezávislou filmovou producentkou.

## FSA
Vachonův první úkol pro organizaci Farm Security Administration byla práce zástupce ředitele. Bylo mu právě dvacet jedna let a do Washingtonu přišel z rodné Minnesoty, aby se přihlásil na Katolickou univerzitu. Když v roce 1936 nastupoval na tuto pozici, neměl v úmyslu stát se fotografem, ale v rámci jeho povinností o udržení fotografických souborů FSA jeho zájem o fotografování rostl.
V roce 1937 se začal snažit o to, aby mohl také fotografovat a po poradě s Benem Shahnem se snažil dokumentovat okolí Washingtonu kamerou Leica. Jeho víkendové fotografie typu „vše z údolí řeky Potomac“ byly zcela jasně začátečnické práce, ale Stryker mu půjčil vybavení a povzbudil jej do další práce. Vachonovi pomáhal i Walker Evans, který byl mistrem pohledu fotografického objektivu a Arthur Rothstein, který jej vzal s sebou na fotografování hor Virginie. V říjnu a listopadu 1938 Vachon cestoval do Nebrasky na svůj první samostatný fotografický výlet. Fotografoval zemědělské programy na účet úřadu FSA a vzápětí následoval další úkol od Strykera: město Omaha. Charakteristickým znakem jeho stylu fotografování je obraz lidí a míst potkaných na ulici bez přikrášlování, jako to tehdy dělali fotografové „kalendářoví a public relations“.
Společnost FSA byla vytvořena v USA v roce 1935 v rámci New Deal. Jejím úkolem bylo v krizi pomáhat proti americké venkovské chudobě. FSA podporovalo skupování okrajových pozemků, práci na velkých pozemcích s moderními stroji a kolektivizaci. Se vstupem USA do druhé světové války však nastala změna: projekt FSA dostal jiné jméno – Office of War Informations (OWI) – a také jiný program. Ve válce musela propaganda ukazovat, jak jsou Spojené státy silné a ne jaké mají potíže. V roce 1948, kdy FSA zanikla, byla dokonce snaha pořízené dokumenty zničit, aby nemohly být použity pro propagandu komunistickou.
Pro Office of War Informations fotografoval v období 1942 - 1943, pak se v letech 1943 a 1944 stal fotografem firmy Standard Oil Company of New Jersey. Mezi lety 1945 a 1947 fotografoval New Jersey a Venezuelu pro společnost Standard a také Polsko pro Organizaci spojených národů pro pomoc a obnovu správy.
Pak se stal zaměstnancem časopisu Life, kde pracoval v letech 1947 a 1949 a na více než dvacet pět let počínaje rokem 1947 pracoval u časopisu Look. Když byl Look zavřen v roce 1971 stal se fotografem na volné noze. V roce 1975 působil jako hostující pedagog na Minneapolis Institute of Arts.

### Projekt Documerica
Během 70. let 20. století se jako fotograf podílel na projektu DOCUMERICA americké agentury pro ochranu životního prostředí.
DOCUMERICA byl projekt americké agentury pro ochranu životního prostředí. V období 1971-77 vznikl program sponzorovaný americkou Agenturou pro ochranu životního prostředí (EPA), jehož úkolem bylo pořídit „fotografický dokument subjektů z hlediska životního prostředí“ na území Spojených států. EPA najala externí fotografy k fotografování objektů jako například zeměpisné oblasti s environmentálními problémy, EPA aktivity a každodenní život. Správa národních archivů a záznamů část tohoto katalogu zdigitalizovala a lze v něm najít odkaz na řadu fotografií autora.
Zemřel v roce 1975 v New Yorku ve věku 60 let.
Stovky jeho snímků spadají do kategorie public domain a jsou k dispozici na úložišti obrázků Wikimedia Commons.

## Galerie

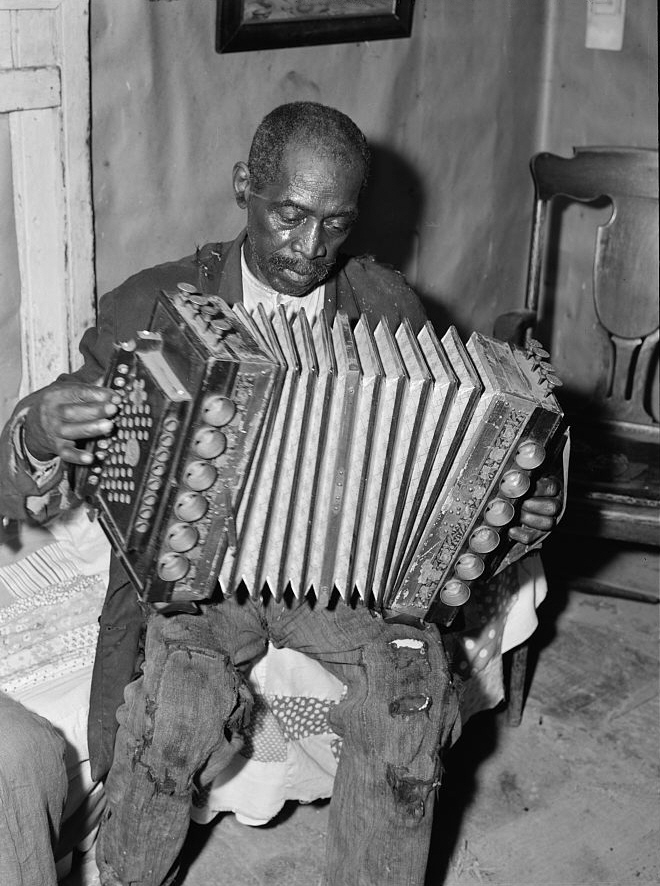
John Dyson
Lake Charles vicinity, Louisiana. Obchod u silnice "A. Aucoin Liquors & Wine" má zavřeno kvůli trvání druhé světové války.
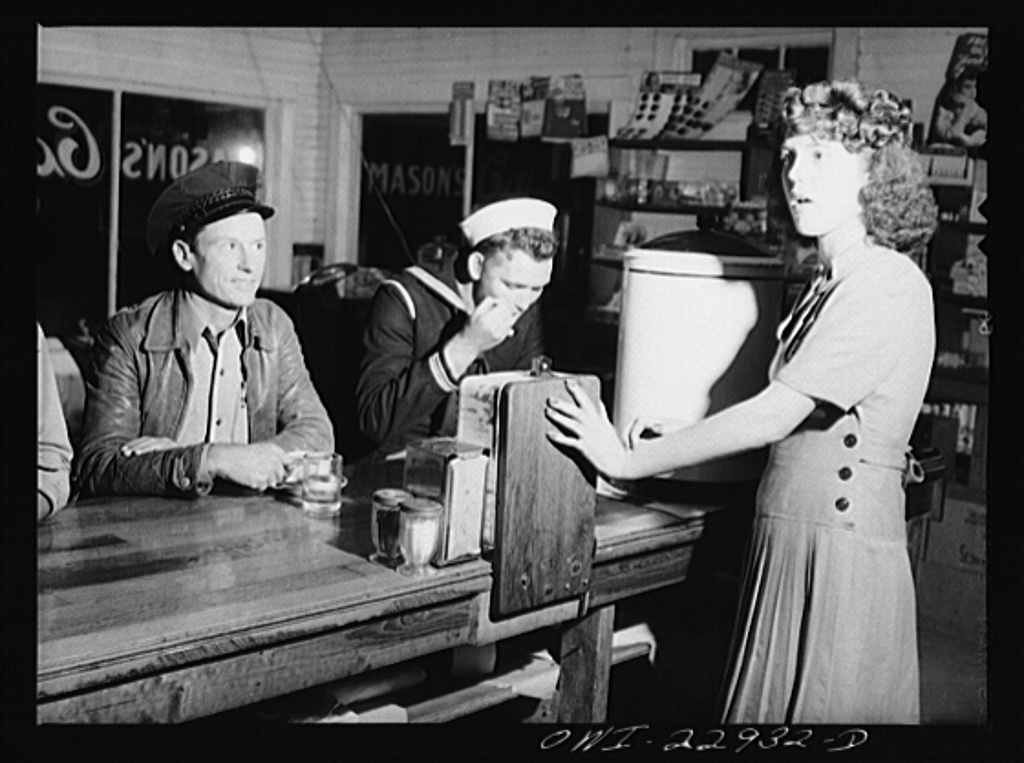
Řidič kamiónu, námořník a servírka v kavárně u dálnice U.S. Highway 90 v jižní Louisianě, 1943.
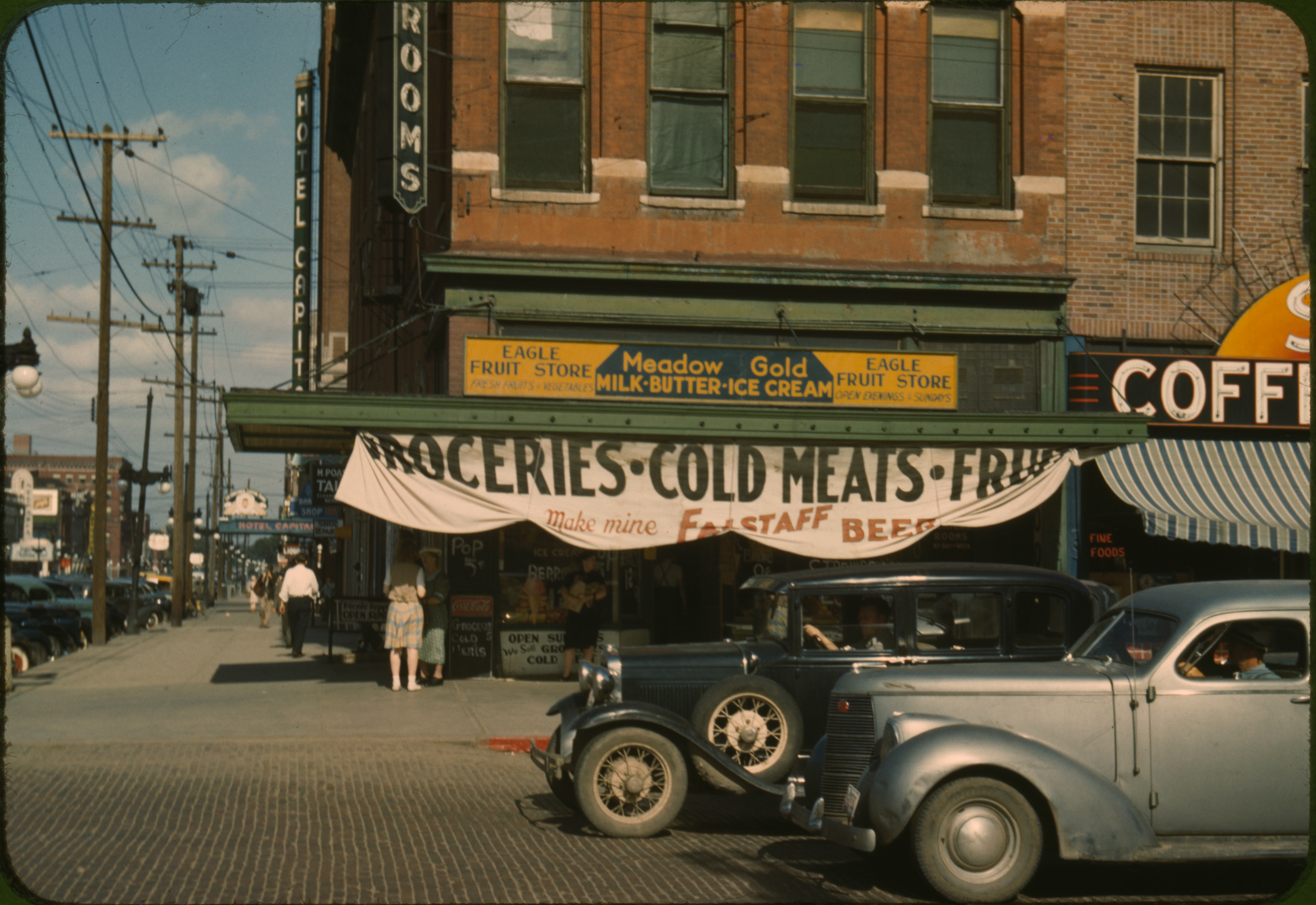
Obchod s ovocem
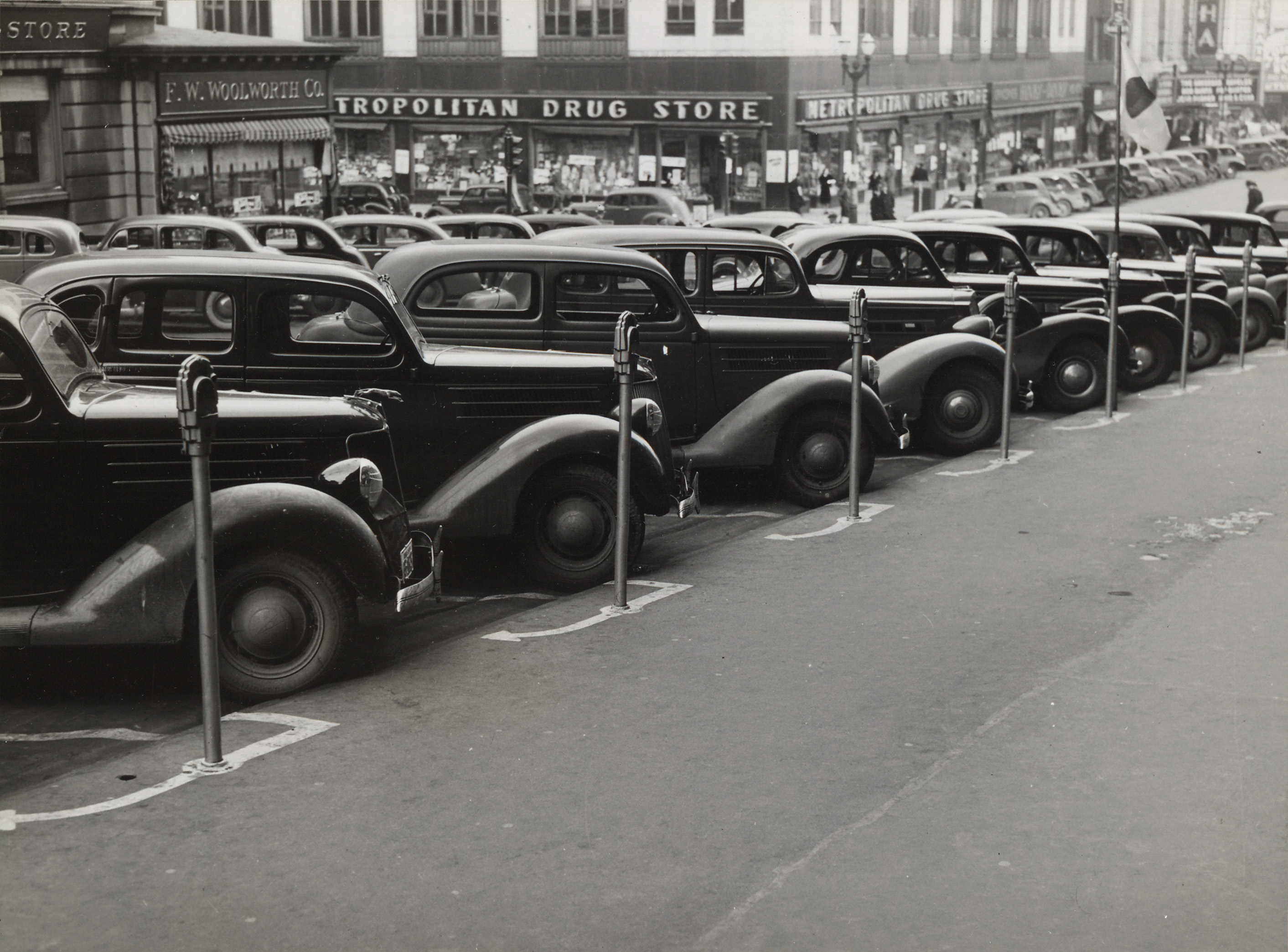
Zaparkované automobily, Omaha, Nebraska
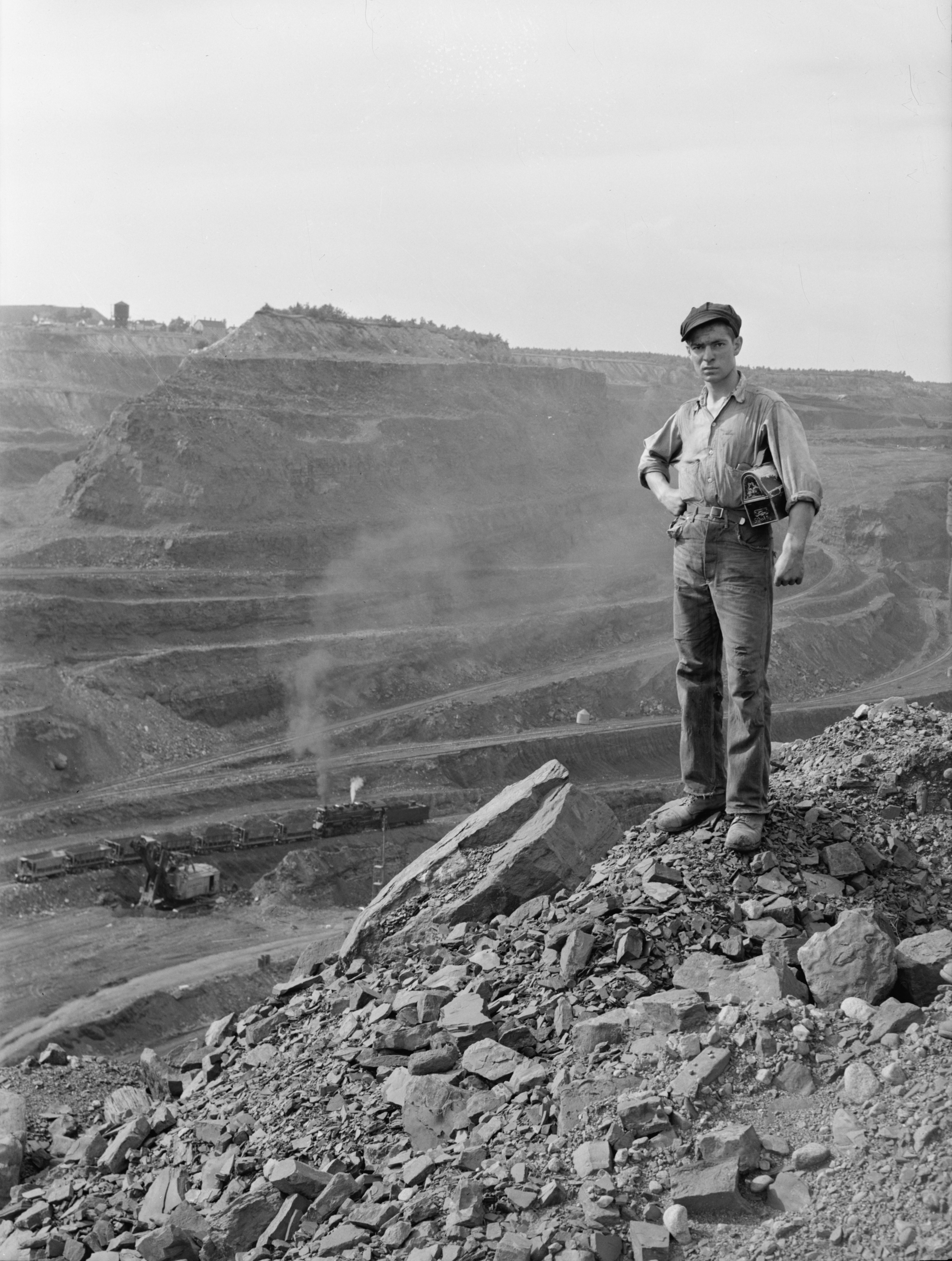
Díra dolu na železnou rudu nedaleko Hibbingu, Minnesota.